# Gruta dos Ratões
A Gruta dos Ratões é uma gruta portuguesa localizada na freguesia do Porto Judeu, concelho de Angra do Heroísmo, ilha Terceira, Açores e localiza-se dentro da Zona de Protecção Especial do Ilhéu das Cabras localizada nos Ilhéus das Cabras.
Esta gruta localiza-se na vertente Norte do ilhéu grande, Ilhéus das Cabras, na costa Sul da Ilha Terceira e a 0,7 milhas náuticas do Porto das Pipas na cidade de Angra do Heroísmo.
Trata-se de um rico local do ponto de vista da ecologia devido à riqueza da fauna e da flora que apresenta, sendo um local para mergulho cujo acesso tem de ser feito por barco.
Esta gruta tem uma profundidade média de 24 metros abaixo do nível de água e alguma corrente. Apresenta um fundo com rochas de grandes dimensões e muita areia.
Geralmente é muito frequentada pela espécie:
- Ratão (Taeniura grabata), tendo dai adquirido o nome, sendo no entanto observável muitas outras espécies destacando entre elas as seguintes:

## Faunaefloraobservável
- Ratão (Taeniura grabata),
- Arreião (Myliobatis aquila),
- Barracuda (Sphyraena),
- Lírio (Campogramma glaycos),
- Boga (Boops boops),
- Mero (Epinephelus itajara),
- Peixe-cão (Bodianus scrofa),
- Peixe-porco (Balistes carolinensis),
- Salmonete (Mullus surmuletus),
- Peixe-balão (Sphoeroides marmoratus),
- Bodião (labrídeos),
- Ouriço-do-mar-negro (Arbacia lixula),
- Peixei-rei (Coris julis),
- Polvo (Octopus vulgaris),
- Estrela-do-mar (Ophidiaster ophidianus),
- Água-viva (Pelagia noctiluca),
- Caravela-portuguesa (Physalia physalis),
- Chicharro (Trachurus picturatus).
- Alga vermelha (Asparagopsis armata),
- Anêmona-do-mar (Alicia mirabilis),
- Alface do mar (Ulva rígida)
- Ascídia-flor (Distaplia corolla),